# Arre (Włochy)
Arre – miejscowość i gmina we Włoszech, w regionie Wenecja Euganejska, w prowincji Padwa.
Według danych na rok 2004 gminę zamieszkiwało 2029 osób, 169,1 os./km².